# 阿萨伊碗

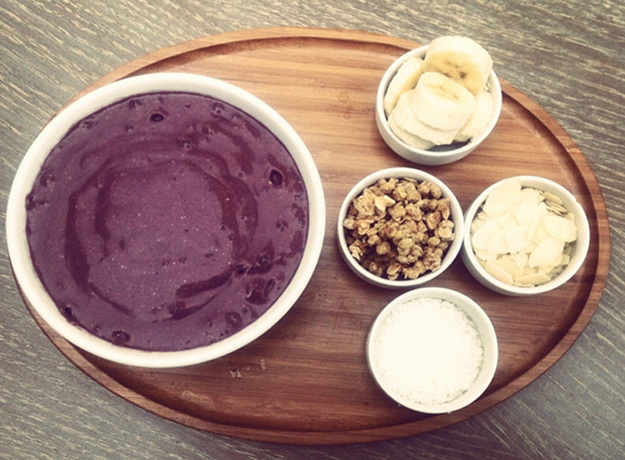
尚未混合的阿萨伊果泥和配料

阿萨伊碗（又译巴西莓碗）是一种使用阿薩伊果（巴西莓）制作的巴西甜品。 它像冰沙一样，常使用碗或玻璃杯盛放，主要材料是冰镇、捣碎的阿萨伊果，常与其他水果和瓜拿納（巴西香可可）糖浆混合，也常用麦片和香蕉作为浇在顶部的配料。
阿萨伊碗流行于巴西全境，尤其是帕拉州、里约热内卢、弗洛里亚诺波利斯、圣保罗、戈亚斯州和东北海岸地区，常在海滩附近的販售亭或城市中的水果店出售。 阿萨伊碗也随地区的不同而使用不同的配方，巴西北部流行使用虾、鱼干、木薯粉圆的咸味阿萨伊碗；巴西南部流行使用麦片、香蕉和其他水果的甜味阿萨伊碗。